# 반케역
반케역 (베트남어: Ga Văn Khê / Ga 文溪)은 베트남 하노이 하동군에 위치한 하노이 지하철 2A호선의 철도역이다.

## 노선
- 하노이 지하철
  - 2A호선

## 역 구조

### 승강장
| 라케 ↑      |
| 하 \| 상 \| |
| ↓ 옌응이어  |

| 상행 | ● 하노이 지하철 2A호선 | 하동 · 풍코앙 · 투엉딘 · 깟린 방면         |
| 하행 | ● 하노이 지하철 2A호선 | 옌응이어 방면 하동기지 입고 열차 당역 종착 |